# Meteji

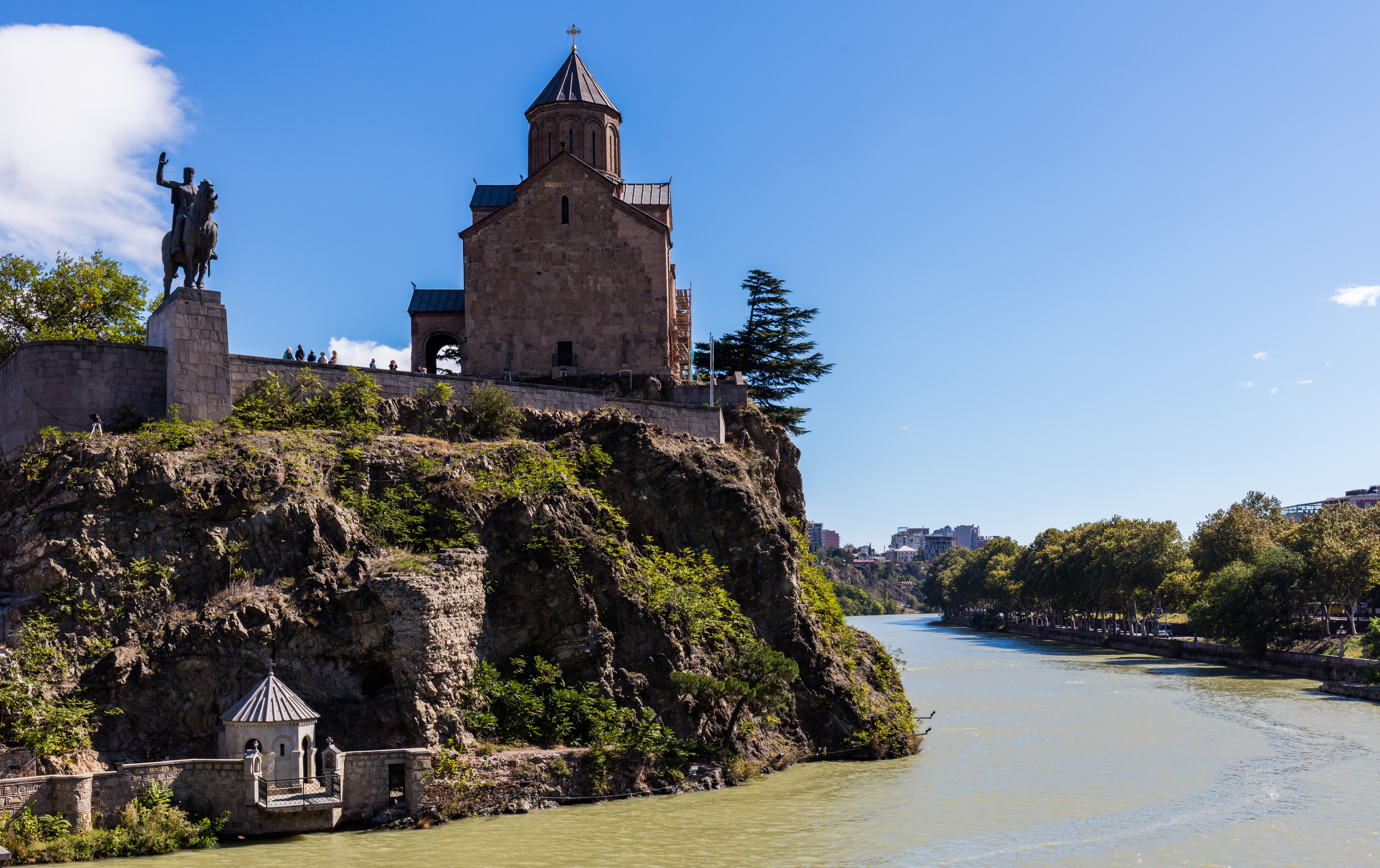
Iglesia de Meteji y escultura ecuestre de Vajtang I Gorgasali.

Meteji (en idioma georgiano: მეტეხი) es un barrio histórico de Tiflis, Georgia, situado en el acantilado que domina el río Kurá.